# Club Voleibol Las Palmas
Il Club Voleibol Las Palmas fu una società pallavolistica femminile spagnola, con sede a Las Palmas de Gran Canaria, nelle Isole Canarie.

## Storia
Il Club Voleibol Las Palmas nasce nel 1976, partendo dalle categorie minori per raggiungere la massima categoria nella stagione 1977-78. Dopo diverse stagioni segnate da retrocessioni e successive promozione, al termine della stagione 2000-01 ottiene l'ennesima promozione in Superliga. Da questo momento il Las Palmas ottiene risultati eccellenti in ambito nazionale. Nella stagione del ritorno in massima serie, ottiene subito la finale, persa nel derby col Tenerife. Un anno dopo, però, si riscatta battendo proprio il Tenerife in finale e conquistando per la prima volta la vittoria del campionato. Nella stessa stagione, ottiene gioca anche la sua prima finale in una competizione internazionale: la finale di Coppa CEV, persa contro l'Agil Novara (allora sponsorizzata Asystel).
Nelle stagioni successive, il club ha continuato a disputare diverse finali nelle competizioni nazionali, ma uscendo sempre sconfitto ad opera del Tenerife. Nella stagione 2009-10, si classifica al penultimo posto, retrocedendo in maniera del tutto inattesa. Al termine della stagione la società viene accorpata dal JAV Olímpico, altro club di Las Palmas de Gran Canaria.

## Palmarès
- Campionato spagnolo: 1

2002-03